# 781 TCN
781 TCN là một năm trong lịch La Mã.